# 루키우스 미니키우스 나탈리스 콰드로니우스 베루스
루키우스 미니키우스 나탈리스 콰드로니우스 베루스 (Lucius Minicius Natalis Quadronius Verus, 서기 96년 바르키노 출생)는 로마의 정치인이자 군 지휘관으로, 153년부터 154년까지 아프리카의 프로콘술로 복무했다. 그는 이베리아반도 출신으로는 처음으로 고대 올림픽에서 우승자가 된 것으로 알려진 인물이다.

## 초기 생애
미니키우스는 96년 2월에 태어났다. 그의 아버지 리키우스 미니키우스 나탈리스는 본래 플레브스 출신으로, 트라야누스와 하드리아누스 재위 당시 누미디아, 다키아, 판노니아 등지에서 고위급 민간 및 군 직위를 거쳤고, 이를 통해 원로원으로 진출하였다. 미니키우스는 히스파니아 타라코넨시스의 오늘날 바르셀로나인 바르키노에서 자랐다.
그의 첫 중요 직위는 '비긴티비리'를 구성하는 네 개 주요 부서 중 하나인 '트레스비리 모네탈레스'였으며, 이 부서로 발령은 보통 파트리키 출신이거나 총애를 받는 이들이 이뤄졌으며, 트라야누스 시기 성공 가도를 달리던 장군의 아들인 점을 고려했을 때 두 번째 이유가 미니키우스의 경우에 해당했다.

## 군 경력
미니키우스는 3개 다른 군단에서 트리부누스 밀리툼을 지내는 주목할만한 경력을 지녔으며, 앤서니 벌리에 따르면 "이 위업은 하드리아누스의 경력이 유일한 사례다". 이 세 개 군단들 모두 다뉴브강 국경에 배치되어 있었으며 그는 115년경 아디우트릭스 제1군단에서, 115년경 모이시아의 클라우디아 제9군단에서, 116년경 카르눈툼의 게미나 제14군단에서 복무했었다. 벌리는 미니키우스가 게미나 제14군단에서 복무하던 때와 같은 시기 (113년-117년)에 그의 아버지가 다키아 총독으로 있었다고 언급하였다. 그는 다키아 정복에 있어서 중요한 역할을 했었다.
로마로 돌아오고 나서, 그는 하드리아누스 황제로부터 재무관으로 임명되었고, 대략 같은 시기에 그는 성직 지위인 아우구르를 맡았는데 벌리는 이에 대해 "그의 높은 사회적 지위와 그가 누렸던 영향력 있는 후원에 대한 암시"라고 언급한다. 미니키우스는 아버지가 아프리카 속주의 총독으로 있는 동안 아프리카의 레가투스로 배치되었는데, 로널드 사임은 그의 이 직위를 121년 때라고 추정했다. 이후에 그는 황제의 '칸디다투스'(candidatus)로, 호민관 자리에 올랐다. 법무관 직위에 오른 뒤, 130년경 그는 브리타니아의 빅트릭스 제6군단의 '레가투스 레기오니스'로 임명됐다. 벌리는 그가 이 지휘권을 브리타니아 총독인 섹스투스 율리우스 세베루스의 추천으로 얻었을 것으로 추측했다. "일반적으로, 총독들은 군단장 임명에 별다른 발언권이 없었던 것으로 보이나, 하드리아누스는 예외적인 경우들에 이러한 규정을 적용하지 않기로 했었을 수 있다"라고 벌리는 덧붙였다.

## 운동선수 경력
법무관으로 임기를 마치고, 129년에 미니키우스는 그리스의 올림픽에 참가하기로 결정한다. 이를 위해, 그는 히스파니아 타라코넨시스 최대 도시이던 타라코로 갔으며, 이곳은 올림픽 전차 경주 예선전이 열렸던 곳이다. 미니키우스는 대회 우승 경력이 있던 최고의 전차 운전수를 고용하였고, 따라서 그리스로 향하는 예선을 통과했다. 그는 제227회 올림픽 대회에서 전차 경주를 우승했다.

## 민간 경력
로마로 돌아온 뒤, 미니키우스는 벌리가 묘사하길 "특출나지는 않으나, 성공적이었던" 경력을 누렸으며, '프라이펙투스 알리멘토룸'으로 임명되었고, 그 뒤에는 플라미니아 가도의 쿠라토르를 맡았다. 그러고 난 뒤 그는 139년에 루키우스 클라우디우스 프로쿨루스를 동료 집정관으로 한 보좌 집정관에 임명됐다. 142년경부터 145년까지 그는 모이시아 인페리오르의 총독을 맡았다. 미니키우스는 153년부터 154년까지 아프리카의 프로콘술을 역임했다.

## 흔적
루키우스 미니키우스는 그의 고향인 바르키노의 후원자이었다. 125년에 그는 온천 마을 한 곳을 수도교가 연결되어 있던 바르키노에 기부하였다. 바르셀로나에 있는 광장 중 하나인 '산 미켈 광장' (plaça de Sant Miquel)에 이 온천의 흔적들을 찾아볼 수 있다. 그를 기념하는 기념판 두 개가 발굴되어 카탈루냐 고고학 박물관에서 전시 중이다. 태어난 날을 기념하여 루키우스 미니키우스는 도시에 금전을 기부했다. 그를 기념하여, 카탈루냐 자치 정부는 카탈루냐 출신 올림픽 선수들에게 수여한 메달을 만들었다. 바르셀로나시는 올림픽 경기장이 있는 몬주이크의 한 지역에 그의 이름을 붙였다.

## 참고 문헌
- 《CIL》 XIV, 3599 = ILS 1061
- 《CIL》 II, 4510
- 《CIL》 XI, 3002
- 《CIL》 XI, 2925 = ILS 3221
- AE 1979, 374

## 추가 문헌
- Andreas Krieckhaus: Senatorische Familien und ihre patriae (1./2. Jahrhundert n. Chr.). Kovač, Hamburg 2006, ISBN 3-8300-1836-3, S. 103–112.
- Bengt E. Thomasson: Fasti Africani. Senatorische und ritterliche Ämter in den römischen Provinzen Nordafrikas von Augustus bis Diokletian. Paul Aströms Förlag, Stockholm 1996, ISBN 91-7042-153-6, S. 61f, P 74.

| 공직                                                                           | 공직                                                             | 공직                                            |
| ------------------------------------------------------------------------------ | ---------------------------------------------------------------- | ----------------------------------------------- |
| 이전 안토니누스 피우스 2선 G. 브루티우스 프라이센스 L. 풀비우스 루스티쿠스 2선 | 로마 제국의 집정관 139년 7월-8월 with L. 클라우디우스 프로쿨루스 | 이후 '불명', G. 율리우스 스카풀라 (보좌 집정관) |
| 이전 푸블리우스 툴리우스 바로                                                  | 아프리카의 프로콘술 153년–154년                                  | 이후 L. 헤디우스 루푸스 롤리아누스 아비투스     |